# Ulrich Popplow
Ulrich Popplow (* 1926) ist ein ehemaliger deutscher Leichtathlet und Autor.

## Werdegang
Popplow trainierte von Jugend an die Laufwettbewerbe in den kurzen Strecken. Bereits in den 1940er Jahren war er Kaderathlet des Deutschen Leichtathletik-Verbandes und wurde von Rudolf Harbig betreut und trainiert. Nach dem Abitur am Göttinger Felix-Klein-Gymnasium studierte er seit Ende der 1940er Jahre bis Anfang der 1950er Jahre Germanistik, Geschichte und Leibesübungen an der Universität Göttingen. Gleichzeitig war er als aktiver Leichtathlet im Rahmen der Hochschule erfolgreich tätig. So wurde er 1948 und 1949 Deutscher Hochschulmeister in der Kurzstrecke.
Seinen wichtigsten sportlichen Erfolg erzielte er 1950. In diesem Jahr gewann er bei den Deutschen Hochschulmeisterschaften in der 4-mal-400-Meter-Staffel in der Besetzung Wolfgang Wünsche, Heinz Krebs, Jan Berghaus und Ulrich Popplow die Goldmedaille. Für diesen Sieg wurden er und übrigen Staffelmitglieder am 29./30. Juli 1950 von Bundespräsident Theodor Heuss mit dem Silbernen Lorbeerblatt ausgezeichnet.
Nach Abschluss seines Studiums wurde er Studienrat im öffentlichen Schuldienst, nachdem er eine ihm angebotene Assistenzstelle an der Universität aus finanziellen Gründen abgelehnt hatte. Er blieb aber nebenberuflich der Wissenschaft durch zahlreiche sportwissenschaftliche und sportpolitische Veröffentlichungen erhalten.

## Veröffentlichungen
- Ursprung und Anfang der Leibesübungen. In: Olympisches Feuer. 1955, S. 5 ff.
- Aufgabe und Sinn einer Urgeschichte der Leibesübungen. In: Leibesübungen. 10, 1959, S. 312 ff.
- Leibeserziehung in der griechischen Antike. In: Beiträge zur Lehre und Forschung der Leibesübungen und Leibeserziehung. Band 2, K. Hofmann, Schorndorf 1959.
- Reinhard Heydrich und die Aufnordung durch den Sport. In: Olympisches Feuer. 8, 1963, S. 14–20.
- Rudolf Harbig, vom unbekannten Sportsmann zum Weltrekordläufer. In: Sozial- und Zeitgeschichte des Sports., Jg. 2, 1988, S. 8 ff.